# Absolute Summer volume 2
Absolute Summer volume 2, kompilation i serien Absolute Summer udgivet i 2002. Albummet er en dobbelt-cd bestående af sommerhits.

## Spor

### Disc 1
1. Safri Duo – "Baya Baya"
2. James Sampson – "First To Let You Know"
3. Van Morrison – "Brown Eyed Girl"
4. Cher – "Dov' è L'amore"
5. Peter Frödin & Jimmy Jørgensen – "Vent På Mig"
6. Sofie Lassen-Kahlke & Søren Poppe – "Danmarks Drenge"
7. Emma Bunton – "What Took You So Long?"
8. Musikk – "You Can Call Me Al"
9. Otis Redding – "(Sittin' On) The Dock Of The Bay"
10. Eran DD – "Still Believing"
11. Toploader – "Dancing In The Moonlight"
12. Will Smith – "Miami"
13. Lou Bega – "I Got A Girl"
14. Gabrielle – "Don't Need The Sun To Shine (To Make Me Smile)"
15. Billy Idol – "Hot In The City"
16. The Beach Boys – "Surfin' USA"

### Disc 2
1. Wham! – "Club Tropicana"
2. Ronan Keating – "Life Is A Rollercoaster"
3. Junior Senior – "Move Your Feet"
4. Louise Ellerbæk – "Hold Fast Om Mig"
5. S.O.A.P. – "Holiday"
6. Fugees – "No Woman, No Cry"
7. Miss Mukupa feat. Jørgen Klubien – "Raindance"
8. Marc Cohn – "Walking In Memphis"
9. Dante Thomas – "Miss California"
10. Det Brune Punktum – "Vi Skal Ud I Det Blå"
11. Sisqó – "Thong Song"
12. Vaya Con Dios – "Nah Neh Nah"
13. All Saints – "Pure Shoes"
14. Caroline Henderson – "Try"
15. Addis Black Widow – "Wait In Summer"
16. Eddy Grant – "Electric Avenue" (Ringbang Remix)